# Mohammad Vahabzadeh
Mohammad Vahabzadeh (* 1945; † 20. August 2017 in Düsseldorf, Deutschland) war ein iranischer Tischtennisspieler. Er nahm in den 1970er Jahren an drei Weltmeisterschaften teil. 1974 wurde er mit Borussia Düsseldorf deutscher Meister.

## Werdegang
Mohammad Vahabzadeh nahm 1971, 1973 und 1977 an den Weltmeisterschaften teil, kam dabei jedoch nie in die Nähe von Medaillenrängen.
1972 übersiedelte Mohammad Vahabzadeh von Teheran nach Deutschland und schloss sich dem Verein Borussia Düsseldorf an. Mit diesem wurde er in der Saison 1973/74 deutscher Meister. 1975 wechselte er zu NF Rheydt, 1977 wurde er vom TTC Jülich für die Mannschaft der 1. Bundesliga verpflichtet. In der Saison 1981/82 spielte er in der 2. Bundesliga West bei Blau-Weiß Krefeld und kehrte dann zu Borussia Düsseldorf zurück, wo er mit der 2. Mannschaft in der Oberliga zum Einsatz kam.

## Privat
Nach dem Ende seiner aktiven Laufbahn betrieb Mohammad Vahabzadeh mehrere Geschäfte (Teppiche, Hemden, Krawatten) in Düsseldorf und Aachen. Er hat einen Sohn.

## Turnierergebnisse
Bei der drei Weltmeisterschaften erreichte Vahabzadeh folgende Ergebnisse:
| Verband | Veranstaltung     | Jahr | Ort        | Land | Einzel     | Doppel     | Mixed        | Team |
| ------- | ----------------- | ---- | ---------- | ---- | ---------- | ---------- | ------------ | ---- |
| IRI     | Weltmeisterschaft | 1977 | Birmingham | ENG  | Scratched  | Scratched  | keine Teiln. | 32   |
| IRI     | Weltmeisterschaft | 1973 | Sarajevo   | YUG  | letzte 128 | letzte 64  | Qual         | 23   |
| IRI     | Weltmeisterschaft | 1971 | Nagoya     | JPN  | letzte 256 | letzte 128 | keine Teiln. | 16   |